# ABC programozási nyelv
Az ABC egy imperatív, általános célú programozási nyelv és környezet, amelyet Leo Geurts, Lambert Meertens, Steven Pemberton fejlesztett ki a holland CWI-nél. Interaktív, strukturált, magas szintű programozási nyelv, amelyet a BASIC, Pascal és AWK helyettesítésére fejlesztettek ki. Az ABC-t nem rendszerprogramozásra tervezték, de alkalmas oktatásra, illetve prototípus készítésére.
Az ABC nagy hatással volt a Python nyelv tervezésére, amelyet Guido van Rossum fejlesztett ki, aki a nyolcvanas évek közepén több évig dolgozott az ABC rendszeren.

## Tulajdonságok
Az ABC programozási nyelv tervezésekor szempont volt, hogy tömörebb és könnyebben olvasható legyen a kód.
- Öt alapvető adattípus
- Nincs szükség a változók deklarálására

## Példaprogramok

### Hello, vilag
```
WRITE "Hello, vilag!"
```

### Egy dokumentum szavainak a kiírása
```
   PUT {} IN collection
   FOR line IN document:
      FOR word IN split line:
         IF word not.in collection:
            INSERT word IN collection
   RETURN collection
```

## Fordítás
Ez a szócikk részben vagy egészben  az   ABC (programming language) című angol Wikipédia-szócikk ezen változatának fordításán alapul.  Az eredeti cikk szerkesztőit annak laptörténete sorolja fel. Ez a jelzés csupán a megfogalmazás eredetét és a szerzői jogokat jelzi, nem szolgál a cikkben szereplő információk forrásmegjelöléseként.